# Parangolés
Os Parangolés, do artista brasileiro Hélio Oiticica, são um conjunto de obras que nasceram,como dito o artista, de "uma necessidade vital de desintelectualização, de desinibição intelectual, da necessidade de uma livre expressão".